# Jette Nevers
Jette Lykke Nevers (født 17. maj 1943, død 22. september 2024) var en dansk væver og  tekstilkunstner, uddannet fra Kunsthåndværkerskolen (i dag kendt som Kunstakademiets Designskole) i København fra 1961 til 1965. Hun blev kendt for sine eksperimenterende tekstilarbejder og kunstneriske udsmykninger, som har haft stor indflydelse på udviklingen af dansk tekstilkunst. Nevers er især berømt for sine værker skabt til danske kirker, herunder altertæpper, kortæpper og messehageler. Udover sine kirkelige udsmykninger har hun også designet tekstiler for anerkendte virksomheder som Georg Jensen Damask og Kvadrat. Gennem hendes omfattende produktion og mange udstillinger både i Danmark og internationalt, samt de mange elever, hun har undervist, har Nevers haft en betydningsfuld indflydelse på dansk tekstilkunst og designtradition.

## Tidlige liv og familie
Jette Lykke Nevers blev født i København den 17. maj 1943 som datter af forsyningsarbejderen Carl Ove Peder Nevers og hans hustru, Rosa Ingeborg Kirstine (født Hansen), der arbejdede som kasserer. Under sin uddannelse i tekstilkunst på Kunsthåndværkerskolen i København (1961-1965) fik hun praktisk erfaring hos Sofie Anker på Bornholm samt hos Søs og Ib Drasbæk på Fyn. I 1966 blev hun gift med smeden Henrik Warding Hansen, som senere ændrede navn til Nevers.

## Karriere og kunstnerisk virke
I 1965 etablerede Jette Nevers sit eget værksted, hvor hun begyndte at skabe sjaler og ponchoer i naturlige farver. I begyndelsen af 1970'erne eksperimenterede hun med forskellige væveteknikker og modtog bestillinger på billedtæpper. Hun blev tidligt inspireret af den frie stil hos tekstilkunstnerne Franka Rasmussen og John Kristian Becker (1915–1986), hvilket prægede hendes kunstneriske tilgang. Senere modtog hun opgaver fra danske kirker til at skabe alterfrontaler, kortæpper og messehageler, hvor hun kombinerede vævning, broderi og tryk. Hendes kirkelige udsmykninger omfatter værker i 13 forskellige kirker på Fyn, herunder altertæpper, kortæpper og messehageler, hvoraf billedtæppet "Det Daglige Brød" i Vor Frelser Kirke i Korsløkke Sogn, Odense er blandt hendes mest kendte værker. I 1997 skabte hun desuden tekstiler til udsmykningen af Haderslev Domkirke.
Nevers’ kunstneriske produktion spænder over flere områder, herunder billedvævninger, design af metervarer og kirkelige udsmykninger. Fra 1978 indledte hun et mangeårigt samarbejde med Georg Jensen Damask i Kolding, hvor hun designede duge til kommerciel produktion, og hun skabte også mønstre til møbeltekstiler for designvirksomheden Kvadrat. Hendes værker er blevet udstillet både nationalt og internationalt, hvilket har bidraget til hendes status som en central skikkelse inden for dansk tekstilkunst.

## Undervisning og organisatorisk arbejde
Jette Nevers havde en stor passion for undervisning og var i en længere periode tilknyttet Designskolen i Kolding, hvor hun også sad i skolens bestyrelse. Derudover var hun aktiv i flere kunstneriske og håndværksrelaterede organisationer, herunder Kunsthåndværkerrådet (1978–1988) og World Crafts Council (1979–1989). Hendes engagement i både det organisatoriske og undervisningsmæssige arbejde bidrog væsentligt til at forme næste generation af danske tekstilkunstnere.

## Hædersbevisninger
I løbet af sin karriere modtog Jette Nevers adskillige priser og hædersbevisninger for sit kunstneriske virke og fik gennem årene flere legater og støtte fra Statens Kunstfond. Hendes arbejde er blevet hyldet både i Danmark og internationalt som banebrydende inden for tekstilkunst og står som et testamente til hendes dedikation og kunstneriske nytænkning.